# Лачи, Василь
Василь Лачи (алб. Vasil Laçi; 15 сентября 1922, Пикьерас — 27 мая 1941, Тирана) — Народный герой Албании. Известен тем, что совершил неудачное покушение на короля Италии Виктора Эмануила III и премьер-министра Албании Шефкета Верладжи.

## Биография
Василь Лачи родился 15 сентября 1922 года в селе Пикьерас на юге княжества Албания. Отец его Михал Лачи умер, когда Василю было 8 лет. Лачи успел лишь окончить начальную школу, после чего в 1934 году уехал в Дуррес, где его взяли работать грузчиком. В 1936 году приехал в Тирану, где устроился работать мойщиком посуды. Позже работал официантом в одном из ресторанов города.
Итальянское вторжение 1939 года воспринял сначала нейтрально. Лишь после ареста итальянцами нескольких знакомых за связь с албанской коммунистической группой в Корче стал активно помогать другим подпольщикам вести борьбу против оккупантов.

### Покушение
Король Италии Виктор Эммануил III решил посетить Албанию ещё 12 апреля 1941 года, однако визит был перенесён на 17 мая 1941 года. В албанских оккупационных газетах стали распространять новости о приезде короля за три недели до события. Купив одну из таких газет в конце апреля 1941 года, Лачи твердо решил застрелить Виктора Эммануила и профашистского премьер-министра Албании — Шефкета Верладжи. Из газеты он узнал маршрут кортежа короля, а также то, что он будет останавливаться в отеле «International». Тогда Лачи 2 мая 1941 года устроился туда на работу швейцаром. Через своего знакомого ему удалось достать пистолет Beretta M1923.
Днем 17 мая 1941 года 18-летний Василь Лачи, одетый в албанский национальный костюм, дождавшись, пока кортеж Виктора Эммануила подъедет к отелю, выхватил пистолет и с криком «Да здравствует Албания! Долой фашизм!» за несколько секунд успел произвести четыре выстрела в выходивших из автомобиля в сопровождении охраны и министров короля Виктора Эммануила и премьер-министра Шефкета Верладжи. Однако затем пистолет заклинило, и Лачи был обезоружен охраной короля. Все четыре пули прошли мимо целей. Никто не пострадал.

### Смерть
Сразу же после ареста Лачи оккупационные газеты Албании официально сообщили, что тот стрелял в премьер-министра Верладжи, а не в короля Виктора Эммануила. Это было сделано для того, чтобы избежать общенационального албанского восстания. Следствие и суд над Василем Лачи прошли в закрытом и ускоренном режиме. Итальянские фашисты обвинили в организации покушения албанских и греческих коммунистов, хотя Лачи и заявлял, что действовал в одиночку. Уже 26 мая 1941 года Василя Лачи приговорили к смертной казни через повешение. Приговор привели в исполнение на следующий день — 27 мая 1941 года.

## Память
В послевоенной социалистической Албании Василь Лачи был объявлен народным героем. Энвер Ходжа посмертно присвоил ему звание Народный герой Албании и лично передал награду в руки матери и сестры Лачи. В Тиране Василю Лачи был воздвигнут памятник. В 1980 году в Албании снят фильм «Пуля для императора». Улицы его имени есть в нескольких городах Албании.